# معضلة مؤشر ليهمر
في الرياضيات، معضلة مؤشر ليهمر (بالإنجليزية: Lehmer's totient problem)‏ تطرح السؤال التالي: هل هناك من عدد طبيعي مؤلف (أي غير أولي) n حيث مؤشر أويلر φ(n) يقسم n - 1 ؟